# G.I. Joe (film, 1987)
A G.I. Joe Televideo címben: A kommandó (eredeti cím: G.I. Joe: The Movie) 1987-ben bemutatott amerikai–japán koprodukcióban készült rajzfilm, amely az azonos című G.I. Joe animációs sorozaton alapszik, és illeszkedik annak történetébe.

## Szereplők
| Szereplő            | Eredeti hang        | Magyar hang                                     | Magyar hang                                      |
| Szereplő            | Eredeti hang        | 1. magyar szinkron (Televideo, 1990)            | 2. magyar szinkron (Mirax, 1997)                 |
| ------------------- | ------------------- | ----------------------------------------------- | ------------------------------------------------ |
| Sólyom hadnagy      | Don Johnson         | Felföldi László                                 | Holl Nándor                                      |
| Kobraparancsnok     | Chris Latta         | Felföldi László                                 | Orosz István                                     |
| Jinx                | Akune Suko          | Farkasinszky Edit                               | Farkasinszky Edit                                |
| Serpentor           | Richard Gautier     | Helyey László                                   | Kassai Károly                                    |
| Golobulus           | Burgess Meredith    | Kránitz Lajos                                   | Bácskai János                                    |
| Butcher őrmester    | Robert Remus        | Kránitz Lajos                                   | Orosz István                                     |
| Torlasz (Roadblock) | Kene Holliday       | Kránitz Lajos                                   | Holl Nándor (1. hang) Rosta Sándor (2. hang)     |
| Beach-Head          | William Callaway    | Kránitz Lajos (1. hang) Újréti László (2. hang) | Kassai Károly                                    |
| Iceberg             | Arthur Burghadt     | ?                                               | ?                                                |
| Gyilok (Rombo)      | Arthur Burghadt     | Ujréti László                                   | Holl Nándor                                      |
| Hawk tábornok       | Ed Gilbert          | Ujréti László                                   | Németh Gábor                                     |
| Big Lob             | Brad Sanders        | Ujréti László                                   | Orosz István                                     |
| Princ               | Michael Bell        | Ujréti László                                   | Bácskai János                                    |
| Xamot               | Michael Bell        | ?                                               | ?                                                |
| Lift Ticket         | Michael Bell        | ?                                               | ?                                                |
| Blowtorch           | Michael Bell        | ?                                               | ?                                                |
| Bárónő              | Morgan Lofting      | Farkasinszky Edit                               | Kiss Erika                                       |
| Pythona             | Jennifer Darling    | Farkasinszky Edit                               | Biró Anikó                                       |
| Zarana (Heather)    | Lisa Raggio         | Farkasinszky Edit                               | Biró Anikó                                       |
| Law                 | Ron Ortiz           | Felföldi László                                 | Németh Gábor                                     |
| Quick Kick          | François Chau       | Felföldi László                                 | Markovics Tamás                                  |
| Dr. Agyaturján      | Brian Cummings      | Helyey László                                   | Rosta Sándor                                     |
| Tunnel Rat          | Laurie Faso         | Helyey László                                   | Holl Nándor (1. hang) Markovics Tamás (2. hang)  |
| Dial Tone           | Hank Garret         | Helyey László                                   | ?                                                |
| Mercer              | Kristoffer Tabori   | Helyey László                                   | Rosta Sándor                                     |
| Tomax               | Corey Burton        | ?                                               | ?                                                |
| Taurus              | Earl Boen           | Újréti László                                   | Markovics Tamás                                  |
| Life Line           | Stan Wojno          | Újréti László                                   | Markovics Tamás                                  |
| Vörös kutya (Devil) | Poncie Ponce        | Újréti László                                   | Németh Gábor                                     |
| Snowjob             | Rob Paulsen         | Kránitz Lajos                                   | Rosta Sándor                                     |
| Thrasher            | Ted Schwartz        | Kránitz Lajos                                   | Németh Gábor                                     |
| Scarlett            | B.J. Ward           | Farkasinszky Edit                               | Farkasinszky Edit                                |
| Lady Jaye           | Mary McDonald-Lewis | Farkasinszky Edit                               | Farkasinszky Edit                                |
| Zartan              | Zack Hoffman        | Helyey László                                   | Rosta Sándor (1. hang) Orosz István (2. hang)    |
| Flint               | Bill Ratner         | Helyey László                                   | Holl Nándor (1. hang) Bácskai János (2. hang)    |
| Kasza (Ripper)      | Chris Latta         | Helyey László                                   | Kassai Károly                                    |
| Gung Ho             | Chris Latta         | Kránitz Lajos                                   | Rosta Sándor                                     |
| Televiper           | Chris Latta         | ?                                               | ?                                                |
| Low Light           | Charles Adler       | Helyey László                                   | ?                                                |
| Alpine              | Lee Weaver          | Helyey László                                   | Németh Gábor                                     |
| Zandar              | Peter Cullen        | Helyey László                                   | Bácskai János                                    |
| Nemezis             | Peter Cullen        | ?                                               | ?                                                |
| Tudós               | Peter Cullen        | ?                                               | ?                                                |
| Bazooka             | John Hostetter      | Újréti László                                   | Markovics Tamás                                  |
| Vad Bill            | Frank Welker        | Újréti László                                   | Markovics Tamás (1. hang) Rosta Sándor (2. hang) |
| Buzzer              | Neil Ross           | Újréti László                                   | Németh Gábor                                     |
| Shipwreck           | Neil Ross           | Újréti László                                   | ?                                                |
| Monkeywrench        | Neil Ross           | ?                                               | ?                                                |
| Leatherneck         | Chuck McCann        | ?                                               | ?                                                |
| Mororviper          | Gregg Berger        | ?                                               | ?                                                |
| Cross Country       | Michael McConnohie  | ?                                               | ?                                                |
| Doki                | Buster Jones        | ?                                               | ?                                                |
| Mainframe           | Patrick Pinney      | ?                                               | ?                                                |
| Slip Stream         | Dan Gilvezan        | ?                                               | ?                                                |
| Wetsuit             | Jack Angel          | ?                                               | ?                                                |

## Magyarországi megjelenések
1990 októberében videókazettán került a magyar piacra először a film, melyet „a Televideo-s változatként” ismernek. A film címe A kommandó lett.
1997-ben a Mirax jelentette meg VHS-en, új magyar változattal, a cím G.I. Joe lett. 2004-ben ugyanezzel a változattal adta ki DVD-n.